# Junior World Rally Championship 2023
La stagione 2023 del Junior World Rally Championship, chiamata ufficialmente FIA Junior World Rally Championship, è stata la 23ª edizione della serie di supporto al campionato del mondo rally dedicata ai giovani piloti; è iniziata il 9 febbraio con il Rally di Svezia e si è conclusa il 10 settembre con il Rally dell'Acropoli.

## Riepilogo
La serie era costituita da cinque appuntamenti, uno su neve, uno su asfalto e tre su terra, da svolgersi contestualmente alla stagione 2023 del mondiale rally; gli equipaggi gareggiarono tutti sulla Ford Fiesta Rally3, auto conforme al regolamento del gruppo R e omologata nella categoria Rally3. 
Come di consueto vennero assegnati i titoli iridati generali per piloti e copiloti; la serie era aperta ai piloti nati il o dopo il 1º gennaio 1994 mentre non vi erano restrizioni per i copiloti.
I titoli piloti e copiloti 2022 vennero vinti rispettivamente dagli irlandesi William Creighton e Liam Regan.

## Calendario
Il campionato si componeva di cinque gare, tutte disputatesi in Europa, di cui tre su terra, una su neve e una su asfalto.
| Calendario definitivo | Calendario definitivo | Calendario definitivo           | Calendario definitivo        | Calendario definitivo |
| Tappa                 | Data                  | Rally                           | Sede                         | Superficie            |
| --------------------- | --------------------- | ------------------------------- | ---------------------------- | --------------------- |
| 1                     | 9–12 febbraio         | 70th Rally Sweden               | Umeå, contea di Västerbotten | Neve                  |
| 2                     | 20–23 aprile          | Croatia Rally 2023              | Zagabria                     | Asfalto               |
| 3                     | 1–4 giugno            | 20º Rally Italia Sardegna       | Olbia, Sardegna              | Sterrato              |
| 4                     | 20–23 luglio          | 13. Rally Estonia               | Tartu, Tartumaa              | Sterrato              |
| 5                     | 7–10 settembre        | 67th EKO Acropolis Rally Greece | Lamia, Grecia Centrale       | Sterrato              |

## Cambiamenti rispetto alla stagione 2022

### Calendario
- È stato inserito in calendario il rally di Sardegna come terzo appuntamento stagionale al posto del rally del Portogallo, mentre i restanti eventi sono rimasti invariati rispetto all'annata precedente.

### Regolamento sportivo
Sono state inoltre apportate le seguenti modifiche al regolamento sportivo:
- Il limite di età per i piloti è stato diminuito di due anni, potranno infatti partecipare al campionato soltanto coloro nati il o dopo il 1º gennaio 1994 anziché 1992 come nel 2022.

## Iscritti
| Costruttori | Auto               | Squadre                          | Pneumatici | Piloti              | Copiloti            | Gare |
| ----------- | ------------------ | -------------------------------- | ---------- | ------------------- | ------------------- | ---- |
| Ford        | Ford Fiesta Rally3 | Motorsport Ireland Rally Academy | P          | William Creighton   | Liam Regan          | 1–5  |
| Ford        | Ford Fiesta Rally3 | Motorsport Ireland Rally Academy | P          | Eamonn Kelly        | Conor Mohan         | 1–5  |
| Ford        | Ford Fiesta Rally3 | Grégoire Munster                 | P          | Grégoire Munster    | Louis Louka         | 1, 4 |
| Ford        | Ford Fiesta Rally3 | Laurent Pellier                  | P          | Laurent Pellier     | Marine Pelamourgues | 1–2  |
| Ford        | Ford Fiesta Rally3 | Laurent Pellier                  | P          | Laurent Pellier     | Kévin Bronner       | 3–5  |
| Ford        | Ford Fiesta Rally3 | Diego Dominguez Jr.              | P          | Diego Dominguez Jr. | Rogelio Peñate      | 1–5  |
| Ford        | Ford Fiesta Rally3 | Raúl Hernández                   | P          | Raúl Hernández      | Rodrigo Sanjuan     | 1–2  |
| Ford        | Ford Fiesta Rally3 | Raúl Hernández                   | P          | Raúl Hernández      | Adrián Pérez        | 3    |
| Ford        | Ford Fiesta Rally3 | RACB National Team               | P          | Tom Rensonnet       | Loïc Dumont         | 1–5  |
| Ford        | Ford Fiesta Rally3 | Roberto Blach                    | P          | Roberto Blach       | Mauro Barreiro      | 1–5  |
| Ford        | Ford Fiesta Rally3 | Hamza Anwar                      | P          | Hamza Anwar         | Adnan Din           | 1, 3 |
| Ford        | Ford Fiesta Rally3 | Hamza Anwar                      | P          | Hamza Anwar         | Martin Brady        | 2    |
| Ford        | Ford Fiesta Rally3 | Hamza Anwar                      | P          | Hamza Anwar         | Alexander Kihurani  | 4    |
| Ford        | Ford Fiesta Rally3 | Hamza Anwar                      | P          | Hamza Anwar         | Julia Thulin        | 5    |
| Ford        | Ford Fiesta Rally3 | Natalien Bruun                   | P          | Natalien Bruun      | Claudio Bustos      | 5    |
| Fonti:      |                    |                                  |            |                     |                     |      |

## Risultati
| Gara | Nome rally                                                   | Vincitori | Vincitori                          | Vincitori                                             | Vincitori | Statistiche | Statistiche | Statistiche | Statistiche | Statistiche |
| Gara | Nome rally                                                   | Nº        | Pilota e copilota                  | Squadra                                               | Tempo     | Speciali    | Lunghezza   | Iscritti    | Partiti     | Arrivati    |
| ---- | ------------------------------------------------------------ | --------- | ---------------------------------- | ----------------------------------------------------- | --------- | ----------- | ----------- | ----------- | ----------- | ----------- |
| 1    | 70th Rally Sweden (9–12 febbraio) — Resoconto                | 50        | William Creighton Liam Regan       | Motorsport Ireland Rally Academy (Ford Fiesta Rally3) | 2h45'05"5 | 18          | 301,18 km   | 9           | 9           | 8           |
| 2    | Croatia Rally 2023 (20–23 aprile) — Resoconto                | 50        | Eamonn Kelly Conor Mohan           | Motorsport Ireland Rally Academy (Ford Fiesta Rally3) | 3h20'15"7 | 20          | 301,26 km   | 8           | 8           | 7           |
| 3    | 20º Rally Italia Sardegna (1º–4 giugno) — Resoconto          | 66        | William Creighton Liam Regan       | Motorsport Ireland Rally Academy (Ford Fiesta Rally3) | 4h15'11"5 | 19          | 320,88 km   | 8           | 8           | 8           |
| 4    | 13. Rally Estonia (20-23 luglio) — Resoconto                 | 58        | Grégoire Munster Louis Louka       | Grégoire Munster (Ford Fiesta Rally3)                 | 2h57'42"6 | 21          | 300,42 km   | 8           | 8           | 7           |
| 5    | 67th EKO Acropolis Rally Greece (7-10 settembre) — Resoconto | 59        | Diego Dominguez Jr. Rogelio Peñate | Diego Dominguez Jr. (Ford Fiesta Rally3)              | 3h24'38"9 | 15          | 270,89 km   | 8           | 8           | 6           |

## Classifiche
Come nel 2022 la gara finale in Grecia assegnava punteggio doppio purché i contendenti avessero disputato almeno tre eventi in precedenza; essi dovevano inoltre scartare il peggior risultato ottenuto considerando i punti conquistati con la posizione finale raggiunta nell'evento stesso.

### Punteggio
Il sistema di punteggio era lo stesso degli altri campionati con l'aggiunta che ogni equipaggio totalizzava un punto in più per ogni prova speciale vinta. A parità di punti, in tutte le classifiche prevaleva chi aveva ottenuto il miglior risultato e/o il maggior numero di essi.
| Posizione finale | 1ª | 2ª | 3ª | 4ª | 5ª | 6ª | 7ª | 8ª | 9ª | 10ª |
| Punti            | 25 | 18 | 15 | 12 | 10 | 8  | 6  | 4  | 2  | 1   |

### Classifica piloti
| Pos. | Pilota            | SVE   | CRO    | ITA | EST | ACR   | Punti |
| ---- | ----------------- | ----- | ------ | --- | --- | ----- | ----- |
| 1    | William Creighton | 19    | (7)10  | 14  | 711 | 54    | 114   |
| 2    | Diego Dominguez   | 3     | (4)    | 2   | 32  | 14    | 106   |
| 3    | Laurent Pellier   | 26    | (Rit)5 | 45  | 23  | 64    | 87    |
| 4    | Eamonn Kelly      | (Rit) | 1      | 6   | Rit | 2     | 69    |
| 5    | Roberto Blach     | (6)   | 3      | 3   | 4   | 4     | 69    |
| 6    | Tom Rensonnet     | (7)   | 2      | 5   | 6   | 3     | 68    |
| 7    | Grégoire Munster  | 43    |        |     | 15  |       | 45    |
| 8    | Raúl Hernández    | 5     | 6      | 75  |     |       | 29    |
| 9    | Hamza Anwar       | 8     | 5      | 8   | 5   | (Rit) | 28    |
| Pos. | Pilota            | SVE   | CRO    | ITA | EST | ACR   | Punti |

| Colore  | Risultato                |
| ------- | ------------------------ |
| Oro     | Vincitore                |
| Argento | 2º posto                 |
| Bronzo  | 3º posto                 |
| Verde   | Finito a punti           |
| Blu     | Finito senza punti       |
| Blu     | Non classificato (NC)    |
| Viola   | Ritirato (Rit)           |
| Nero    | Squalificato (SQ)        |
| Nero    | Escluso (ES)             |
| Bianco  | Non ha gareggiato        |
| Bianco  | Iscrizione ritirata (WD) |
| Bianco  | Non partito (NP)         |
| Bianco  | Gara cancellata (C)      |

### Classifica copiloti
| Pos. | Copilota            | SVE   | CRO   | ITA | EST | ACR | Punti |
| ---- | ------------------- | ----- | ----- | --- | --- | --- | ----- |
| 1    | Liam Regan          | 19    | (7)10 | 14  | 711 | 54  | 114   |
| 2    | Rogelio Peñate      | 3     | (4)   | 2   | 32  | 14  | 106   |
| 3    | Conor Mohan         | (Rit) | 1     | 6   | Rit | 2   | 69    |
| 4    | Mauro Barreiro      | (6)   | 3     | 3   | 4   | 4   | 69    |
| 5    | Loïc Dumont         | (7)   | 2     | 5   | 6   | 3   | 68    |
| 6    | Kévin Bronner       |       |       | 45  | 23  | 64  | 58    |
| 7    | Louis Louka         | 43    |       |     | 15  |     | 45    |
| 8    | Marine Pelamourgues | 26    | Rit5  |     |     |     | 29    |
| 9    | Rodrigo Sanjuan     | 5     | 6     |     |     |     | 18    |
| 10   | Adrián Pérez        |       |       | 75  |     |     | 11    |
| 11   | Alexander Kihurani  |       |       |     | 5   |     | 10    |
| 12   | Martin Brady        |       | 5     |     |     |     | 10    |
| 13   | Adnan Din           | 8     |       | 8   |     |     | 8     |
| Pos. | Copilota            | SVE   | CRO   | ITA | EST | ACR | Punti |

| Colore  | Risultato                |
| ------- | ------------------------ |
| Oro     | Vincitore                |
| Argento | 2º posto                 |
| Bronzo  | 3º posto                 |
| Verde   | Finito a punti           |
| Blu     | Finito senza punti       |
| Blu     | Non classificato (NC)    |
| Viola   | Ritirato (Rit)           |
| Nero    | Squalificato (SQ)        |
| Nero    | Escluso (ES)             |
| Bianco  | Non ha gareggiato        |
| Bianco  | Iscrizione ritirata (WD) |
| Bianco  | Non partito (NP)         |
| Bianco  | Gara cancellata (C)      |